# Козырев, Борис Павлович
Борис Павлович Козырев (1895 — 1972) — советский учёный в области инфракрасной и электровакуумной техники, лауреат Сталинской премии (1950).

## Биография
Родился 1 августа 1895 года в Санкт-Петербурге. Окончил Петроградский университет, физический факультет (1918), и до января 1921 года преподавал физику в Вологодском университете.
С января 1921 года работал в ЛЭТИ, в отдельные периоды по совместительству — в ГОИ имени С. И. Вавилова, ВНИИ метрологии, на заводе «Светлана».
В 1936 году по его инициативе в ЛЭТИ была организована лаборатория инфракрасной техники, преобразованная затем в кафедру оптических линий связи.
В 1938 году по совокупности выполненных исследований присвоена степень кандидата технических наук.
Зав. кафедрой основ электровакуумной техники (ОЭВТ) (1944—1972). В 1957 году организовал при кафедре проблемную лабораторию радиационной электроники и вакуумной техники, в которой проводил исследования оптических характеристик атмосферы и различных материалов в инфракрасной области спектра, занимался разработкой различных типов тепловизоров.
В 1960-е годы разработал и организовал производство комплекса актинометрических приборов, радиометров и термоэлектрических датчиков, измерителей мощности и энергии лазерного излучения.
Несколько лет по совместительству преподавал в ЛПИ имени М. И. Калинина и Военно-морской академии имени А. Н. Крылова.
Доктор технических наук (1951), профессор.
Умер 16 ноября 1972 года.

## Признание
- Сталинская премия третьей степени (1950) — за создание фотоэлектрооптических усилителей
- заслуженный деятель науки и техники РСФСР (1956)
- орден Ленина
- орден Трудового Красного Знамени.